# Transport 6: Übertransporter
Transport 6: Übertransporter ist ein Science-Fiction-Roman des deutschen Schriftstellers Phillip P. Peterson, der am 1. August 2020 mithilfe der Self-Publishing-Plattform Books on Demand (BoD) veröffentlicht wurde. Der Roman beschreibt die Entwicklung von überlichtschnellem Reisen und die weitere Erkundung des Transporternetzwerkes. Phillip P. Peterson selbst beschreibt die Transport-Reihe als „schnell geschriebene Action-Romane“. Insbesondere der fünfte, sechste und siebte Teil bilden eine „interne Trilogie mit abgeschlossenem Handlungsstrang“.

## Handlung
Nach dem erfolglosen Angriff der außerirdischen Raumschiffe der Aggressoren auf das Sonnensystem konnte deren überlichtschneller Antrieb mithilfe von Aufnahmen verzerrter Sterne in ihrer Umgebung nachgebaut werden. Jim stellt sich als Versuchsperson für Testflüge bereit und wird dabei von Anne in Versuchung geführt, bleibt letztendlich jedoch seiner Ehefrau Cathy und seinem Sohn Luke treu. In den anschließenden Testflügen sterben mehrere Menschen, darunter auch Anne beim absichtlich durch einen Kollisionskurs mit einem Stern ausgelösten Überlichtsprung durch diesen hindurch. Russell geht derweil einer Vermutung nach, dass die von der Todeszone veranlasste Umschaltung auf Supertransporter als Knotenpunkte des Netzwerkes wohl durch einen einzelnen übergeordneten Transporter gesteuert wurde, worauf Verzögerungen im Informationsfluss hindeuten. Transporte quer über die Milchstraße messen diese, wobei es durch die eingeschränkte Hilfe der Transporter erneut zu Todesfällen kommt. Russell hat sich von seiner Ehefrau Elise überreden lassen, endlich selbst auf die Missionen zu gehen, jedoch wollen beide sich anschließend zur Ruhe setzen. Bei ihrem letzten Einsatz zur Erkundung einer außerirdischen Basis der Aggressoren kommt es unerwartet zu einem Angriff von Drohnen, was Elise nicht überlebt. Inzwischen wurde der Übertransporter nahe an der Heimatwelt der Erbauer mitten im interstellaren Leerraum gefunden. Russell und sein Sohn Jim fliegen ein auseinandergebaut durch die Transporter überführtes Überlichtraumschiff zur entsprechenden Stelle und finden den komplett alleine umhertreibenden Transporter schließlich durch die Verdeckung eines Sterns. Beide können von dort aus die Sicherheitsmechanismen wieder abschalten, sodass mit erneut beliebigen Transporten und stärkerer Hilfe nun eine bessere Waffe gegen die Aggressoren zur Verfügung steht. Russell erzählt seinem Sohn Jim anschließend vom Tod seiner Mutter Elise, welche anschließend auf New California beerdigt wird.

## Hintergrund
Phillip P. Peterson gab am 25. September 2019 bekannt, an diesem Tag mit den Arbeiten am Roman begonnen zu haben.